# دونالد كاميرون (سياسي بريطاني)
دونالد كاميرون (بالإنجليزية: Donald Cameron)‏ هو سياسي بريطاني، ولد في 26 نوفمبر 1976 في Achnacarry ‏ في المملكة المتحدة. نشط حزبياً في الاسكتلنديون المحافظون ‏. في 2016 Scottish Parliament election ‏، انتخب Member of the 5th Scottish Parliament ‏ عن دائرة Highlands and Islands (Scottish Parliament electoral region) ‏ وقد انضم خلال فترته النيابية ‏ (5 مايو 2016 – )  للكتلة البرلمانية الاسكتلنديون المحافظون ‏.